# Корнудо вухатий
Корнудо вухатий (Batrachostomus auritus) — вид дрімлюгоподібних птахів родини білоногових (Podargidae).

## Поширення
Вид поширений у Південно-Східній Азії. Трапляється на півдні Таїланду, в Малайзії, на Суматрі і Калімантані, на островах Натуна і Лабуан. Мешкає у тропічних і субтропічних низовинних дощових лісах.

## Опис
Птах завдовжки до 42 см. Дорсальна сторона каштанова або темно-коричнева з білими цятками. Вентральна — блідо-коричнева.

## Спосіб життя
Активний вночі. Живиться комахами та дрібними безхребетними. Гніздо будує у розвилці гілок. У гнізді одне біле яйце.